# 鏑木蓮
鏑木 蓮（かぶらぎ れん、1961年12月22日 - 2023年1月11日）は、日本の小説家・推理作家。日本推理作家協会会員。
京都府京都市出身。本名：石田 和夫（いしだ かずお）。

## 経歴
小学4年生の時、母親に買い与えられた江戸川乱歩と松本清張の本に夢中になり、作家に憧れるようになる。洛南高等学校卒業、佛教大学文学部国文科卒業。卒業論文は『江戸川乱歩論』だった。大学卒業後、塾講師、教材出版社、広告代理店勤務などを経て、1992年にフリーのコピーライターとして独立する。そのかたわら作家を目指し20年近く執筆活動を続ける。
2004年、短編ミステリー『黒い鶴』で第1回立教・池袋ふくろう文芸賞を受賞。同賞は立教学院創立130周年を記念し「江戸川乱歩と大衆の20世紀展」企画の一環として創設された賞である。2006年、二階堂黎人が編集を務める公募短編アンソロジー『新・本格推理06』に「マコトノ草ノ種マケリ」が掲載される。同年、シベリア抑留を描いた推理小説『東京ダモイ』で第52回江戸川乱歩賞を受賞して本格的に小説家デビューする（同時受賞に早瀬乱『三年坂 火の夢』）。
2023年1月11日、多臓器不全のため京都市の病院で死去。61歳没。

## 文学賞受賞・候補歴
- 2004年 - 『黒い鶴』で第1回立教・池袋ふくろう文芸賞受賞。
- 2006年 - 『継がれた殺意』で第16回鮎川哲也賞候補。
- 2006年 - 『東京ダモイ』で第52回江戸川乱歩賞受賞。

## 作品リスト

### 片岡真子シリーズ
- エクステンド（2008年12月、講談社）
  - 【改題】時限（2012年3月、講談社文庫）
- 炎罪（2016年5月、講談社 / 2019年10月、講談社文庫）

### 京都思い出探偵ファイルシリーズ
- 思い出探偵（2009年3月、PHP研究所 / 2013年1月、PHP文芸文庫）
- 思い出をなくした男（2011年3月、PHP研究所）
  - 【改題】ねじれた過去 京都思い出探偵ファイル（2013年7月、PHP文芸文庫）
- 沈黙の詩 京都思い出探偵ファイル（2018年1月、PHP文芸文庫）

### イーハトーブ探偵シリーズ
- イーハトーブ探偵 ながれたりげにながれたり 賢治の推理手帳 I（2014年5月、光文社文庫）
  - 収録作品：ながれたりげにながれたり / マコトノ草ノ種マケリ / かれ草の雪とけたれば / 馬が一疋
- イーハトーブ探偵 山ねこ裁判 賢治の推理手帳 II（2015年7月、光文社文庫）
  - 収録作品：哀しき火山弾 / 雪渡りのあした / 山ねこ裁判 / きもだめしの夜に / 赤い焰がどうどう

### 心療内科医・本宮慶太郎の事件カルテシリーズ
- 見えない轍 心療内科医・本宮慶太郎の事件カルテ（2019年4月、潮出版社 / 2022年2月 潮文庫）
- 見えない階 心療内科医・本宮慶太郎の事件カルテ2（2022年6月、潮文庫）

### 編集者 風見菜緒の推理シリーズ
- 茶碗継ぎの恋 編集者 風見菜緒の推理（2017年3月、ハルキ文庫）
- 乙女の悲 編集者 風見菜緒の推理（2019年9月、ハルキ文庫）

### その他
- 東京ダモイ（2006年8月、講談社 / 2009年8月、講談社文庫）- 第52回江戸川乱歩賞受賞
- 屈折光（2008年7月、講談社 / 2011年9月、講談社文庫）
- 救命拒否（2010年2月、講談社 / 2013年3月、講談社文庫）
- 白砂（2010年7月、双葉社 / 2013年6月、双葉文庫）
- 見えない鎖（2010年12月、潮出版社 / 2016年4月、潮文庫）
- 真友（2011年10月、講談社 / 2014年10月、講談社文庫）
- しらない町（2011年11月、早川書房）
  - 【改題】エンドロール（2014年1月、ハヤカワ文庫JA）
- 甘い罠 小説 糖質制限食（2013年2月、東洋経済新報社）
  - 【改題】甘い罠（2016年9月、講談社文庫）
- 京都西陣シェアハウス 憎まれ天使・有村志穂（2013年10月、講談社 / 2017年1月、講談社文庫）
- 殺意の産声（2014年10月、KADOKAWA）
  - 【改題】転生（2015年10月、角川文庫）
- 黒い鶴（2016年11月、潮文庫）
  - 収録作品：黒い鶴 / ライカの証言 / 大切なひと / 雲へ歩む / 魚の時間 / 京都ねこカフェ推理日記 / あめっこ / 誓い / 水の泡〜死を受け入れるまで〜 / 花はこころ
- 疑薬（2017年5月、講談社 / 2020年11月、講談社文庫）
- P・O・S キャメルマート京洛病院店の四季（2017年5月、ハヤカワ文庫JA）
- 喪失（2017年11月、角川文庫）
- 残心（2018年12月、徳間書店 / 2021年12月、徳間文庫）
- 水葬（2021年1月、徳間書店）
- 見習医ワトソンの追究（2022年7月、講談社）

### アンソロジー
「」内が鏑木蓮の作品
- 新・本格推理06 不完全殺人事件（2006年3月、光文社文庫）「マコトノ草ノ種マケリ」
- 新・本格推理 特別編 不可能犯罪の饗宴（2009年3月、光文社文庫）「かれ草の雪とけたれば」
- 不可能犯罪コレクション（2009年6月、原書房 ミステリー・リーグ）「花はこころ」
- 日本の作家60人 太鼓判！のお取り寄せ（2011年6月、講談社）「プンパニッケル」
- デッド・オア・アライヴ（2013年12月、講談社 / 2014年9月、講談社文庫）「終章〜タイムオーバー〜」
- 忍者大戦 赤ノ巻（2018年9月、光文社文庫）「殺人刀」

## 映像化作品

### テレビドラマ
- 京都タクシードライバーの事件簿（2019年2月4日、TBS系「月曜名作劇場」枠、主演：内藤剛志、原作：鶴を折る女『思い出探偵』所収）[8]